# Cortes de Pallars
Cortes de Pallars (en castellà i oficialment Cortes de Pallás) és un municipi del País Valencià situat a la comarca de la Vall de Cofrents-Aiora.

## Geografia
Cortes de Pallars està completament dominat i envoltat per la seua orografia; al nord es troba la Serra Martés amb el pic Martés de 1085 metres i vèrtex geodèsic de primer ordre, sent la màxima altura del municipi. En la seua part central domina la Mola d'Albéitar i al sud la Mola de Cortes, declarada en 1973 Vedat Nacional de Caça Major.
El riu Xúquer, que és el més cabalós del País Valencià talla el territori creant un canyó en el qual les seues aigües són aprofitades per l'Embassament del Naranjero i la Presa de Corts II, amb central hidroelèctrica. A banda del Xúquer reguen l'enorme terme, 235 km², les rambles de La Morera, del Pozo, de Canillas; de Los Gallegos, del Ral; el barranc d'Otonel, de Bujete i del Hornillo, voltat pel massís del Caroig, la Mola de Cortes, la serra Martés i la de Dosaigües, presenta molts paratges aptes per a la pràctica de senderisme, barranquisme, bicicleta o muntanyisme.
Per la seua banda, la central termonuclear de Cofrents utilitza part de la seua producció nocturna d'energia per a bombar aigua a l'embassament de la Mola de Cortes per a alimentar des d'allí una central hidroelèctrica situada prop de la mateixa població de Cortes.
Des de València, s'accedix al municipi través de l'A-3, agafant després la CV-425 i posteriorment la CV-428. El sender de Gran Recorregut GR-7 travessa les seues terres entrant per la Serra Martés i, creuant el poble, ix per un lateral de la Mola de Cortes.
El terme municipal limita amb les localitats de Bicorb, Cofrents, Dosaigües, Xalans, Xarafull, Millars, Requena, Teresa de Cofrents i Iàtova.
Dins el seu terme municipal s'hi troben les aldees de Castilblanques, El Oro, La Cabezuela, Los Herreros, Otonel, Venta de Gaeta i Viñuelas.

## Història
Els indicis més antics de poblament són ibers i s'han trobat en La Pileta, el jaciment de la muralla, el castell de Chiret i a la serra Martés; també hi ha troballes d'època romana, però la fundació és musulmana, la qual població es mantingué després de la conquesta cristiana; fou el centre de la baronia de Pallars, vinculada, prèvia facultat reial, pels Pallars el 1232. Passà successivament als Pascual de la Verònica, als Frígola i als Escrivà.
En 1609 els seus habitants es rebel·laren davant el decret d'expulsió dels moriscos i, juntament, amb els habitants dels pobles dels voltants es van fer forts vora tres mil moriscs a la Mola de Cortes, sota el comandament de Turigi, que acabà sent executat el 16 de desembre; després de mesos de durs enfrontaments amb les tropes reials de Felip III, van claudicar en el mes de novembre de 1609; el resultat fou la quasi total despoblació del terme; a partir del segle xviii experimenta un lent creixement demogràfic, a finals del XIX la baronia va anar aconseguint l'escissió del títol en fins a quatre més: la de Cortes, la de Castillo de Chirel, la de Bugete i la de Ruaya, cas probablement únic en la història nobiliària de l'estat espanyol; a partir de 1930 l'emigració dels seus habitants cap a nuclis industrials ha sagnat la demografia local importantment.

## Economia
La seua economia està basada en l'agricultura de l'olivera i l'ametler principalment, i en menor proporció vinyers i labors de secà. La ramaderia es basa en la cabra i ovella. També s'hi du a terme l'apicultura, destacant la qualitat de les mels i derivats.
Però el principal motor d'ingressos del municipi prové dels impostos a Iberdrola i el seu complex hidràulic. S'ha invertit principalment a millorar les dotacions del poble i dels llogarets. Tots i cadascun compten amb casa social, piscina municipal, parc infantil i altres equipaments, així com autobús que els connecta i servei mèdic i farmacèutic amb visites periòdiques als llogarets.
El turisme s'ha vist afavorit per les noves carreteres i les obres d'infraestructura que s'han construït en el terme municipal. La ruta fluvial dels canyons del Xúquer, que es realitza en llanxes turístiques entre Cofrents i Cortes de Pallars ha ajudat a l'augment de les activitats turístiques basades en les característiques del paisatge abrupte format pel riu.

## Demografia
Cortes de Pallars té 1.012 habitants (INE 2014).
| 1.500 | 160 | 433 | 949 | 2.400 | 1.068 | 602 | 792 | 999 | 978 | 962 | 981 | 1.012 |

## Política i govern

### Composició de la Corporació Municipal
El Ple de l'Ajuntament està format, des de 2019, per 7 regidors. Abans en tenia 9. En les eleccions municipals de 26 de maig de 2019 foren elegits 3 regidors del Partit Socialista del País Valencià (PSPV-PSOE), 2 del Partit Popular (PP) i 2 de Compromís por Cortes de Pallás (Compromís).
| Eleccions municipals de 26 de maig de 2019 - Cortes de Pallars                                                                 |                                          |                                     |                                     |      |          |          |
| Candidatura | Candidatura                              | Candidatura                         | Cap de llista                       | Vots | Vots     | Regidors |
| | Partit Socialista del País Valencià-PSOE |                                     | Fernando Navarro Pardo              | 280  | 41,92%   | 3 (-2)   |
| | Partit Popular                           |                                     | Pilar Navarro Pardo                 | 211  | 31,59%   | 2 (-2)   |
| | Compromís por Cortes de Pallás           |                                     | David Herrera Lambiez               | 162  | 24,25%   | 2 (+2)   |
| | Altres candidatures                      |                                     |                                     | 12   | 1,80%    | 0        |
| | Vots en blanc                            |                                     |                                     | 3    | 0,45%    |          |
| Total vots vàlids i regidors                                                                                                   | Total vots vàlids i regidors             | Total vots vàlids i regidors        | Total vots vàlids i regidors        | 668  | 100 %    | 7 (-2)   |
| | Vots nuls                                | Vots nuls                           | Vots nuls                           | 10   | 1,47%    |          |
| Participació (vots vàlids més nuls)                                                                                            | Participació (vots vàlids més nuls)      | Participació (vots vàlids més nuls) | Participació (vots vàlids més nuls) | 678  | 87,48%** |          |
| Abstenció | Abstenció                                | Abstenció                           | Abstenció                           | 97*  | 12,52%** |          |
| Total cens electoral | Total cens electoral                     | Total cens electoral                | Total cens electoral                | 775* | 100 %**  |          |
| Alcalde: Fernando Navarro Pardo (PSPV) (15/06/2019)                                                                            |                                          |                                     |                                     |      |          |          |
| Fonts: JEC, JEZ Requena, M. Interior, Periòdic Ara. (* No són vots sinó electors. ** Percentatge respecte del cens electoral.) |                                          |                                     |                                     |      |          |          |

### Alcaldia
Des de 2015 l'alcalde de Cortes de Pallars és Fernando Navarro Pardo, del Partit Socialista del País Valencià (PSPV-PSOE).
| Període                       | Alcalde o alcaldessa                 | Partit polític | Data de possessió     | Observacions |
| ----------------------------- | ------------------------------------ | -------------- | --------------------- | ------------ |
| 1979–1983                     | Bernardino Serrano Carrión           | UCD            | 19/04/1979            | --           |
| 1983–1987                     | José Gras Serrano                    | PSPV-PSOE      | 28/05/1983            | --           |
| 1987–1991                     | José Gras Serrano                    | PSPV-PSOE      | 30/06/1987            | --           |
| 1991–1995                     | José Gras Serrano                    | PSPV-PSOE      | 15/06/1991            | --           |
| 1995–1999                     | José Gras Serrano                    | PSPV-PSOE      | 17/06/1995            | --           |
| 1999–2003                     | José Gras Serrano                    | PSPV-PSOE      | 03/07/1999            | --           |
| 2003–2007                     | José Gras Serrano José Moltó Navarro | PSPV-PSOE      | 14/06/2003 27/07/2004 | Defunció --  |
| 2007–2011                     | Alberto Enrique Saez Serrano         | PP             | 16/06/2007            | --           |
| 2011–2015                     | Alberto Enrique Saez Serrano         | PP             | 11/06/2011            | --           |
| 2015–2019                     | Fernando Navarro Pardo               | PSPV-PSOE      | 13/06/2015            | --           |
| 2019-2023                     | Fernando Navarro Pardo               | PSPV-PSOE      | 15/06/2019            | --           |
| Des de 2023                   | n/d                                  | n/d            | 17/06/2023            | --           |
| Fonts: Generalitat Valenciana |                                      |                |                       |              |

## Llocs d'interés

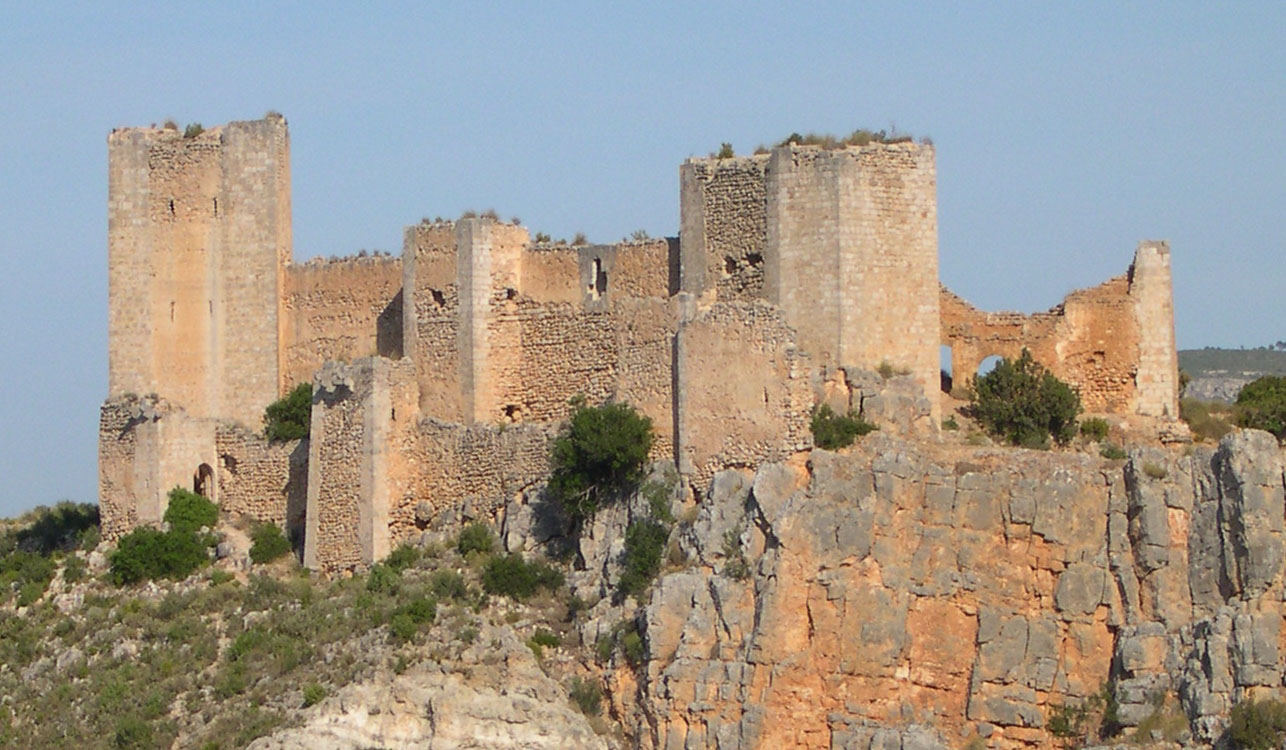
Castell de Chirel

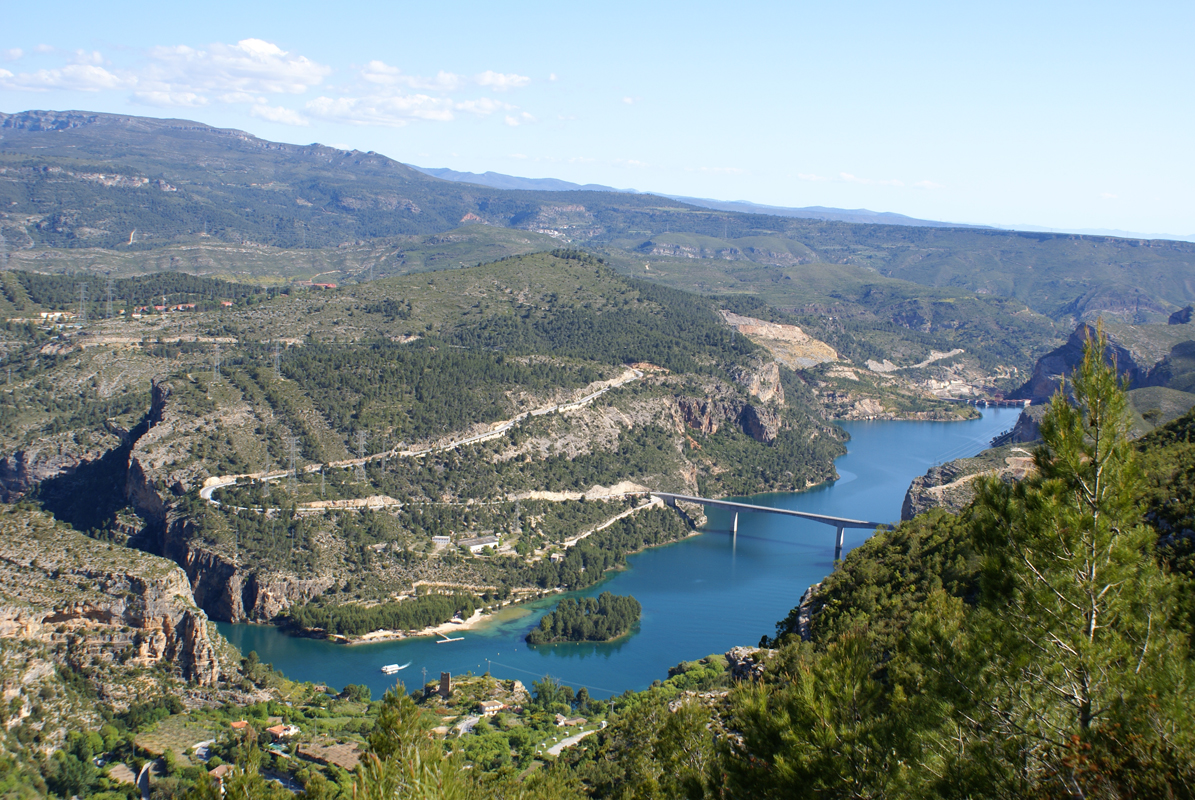
Vista de l'embassament de Cortes

El poble conserva la trama morisca que li donà origen amb els típics carrers i atzucacs estrets i escarpats. Val la pena visitar algunes de les aldees on es pot trobar part del patrimoni local, que detallem tot seguit:
- Església de Nostra senyora dels Àngels. En Cortes. Bastida en 1775 en estil barroc. El campanar fou reconstruït en 1893 i restaurat en 2000.
- Ermita de sant Roc. En El Oro. Segle XIX.
- Ermita del Sagrat cor de Jesús. En La Cabezuela. De 1922.
- Castell de Chirel. Segle XV, gòtic. Fou utilitzat en la lluita contra els moriscs. Conserva alguns elements però el seu estat és d'abandó i ruïna.
- Castell de Ruaya. D'origen àrab, fou caseriu musulmà. Només es pot observar la base de la seua torrassa.
- Castell de la Pileta. També musulmà. Ocupava un lloc estratègic sobre el riu. Només perviu una paret vertical de la seua torre.
- Castell d'Otonel. En el llogarret homònim.
- Fou caseriu morisc. Només conserva alguns murs.
- Palau del Baró. Barroc, del xviii. Conserva en la façana l'escut d'armes dels barons de Cortes.
- Antiga Venta de las Galletas. En Venta Gaeta. Ja en el segle xvi era parada de postes. Actualment és habitatge particular.
- Las Eras. Arreu del terme, construccions singulars del segle xviii utilitzades aleshores en les tasques agrícoles.
- Antiga Cimentera. Es va construir a les primeries del segle passat amb motiu de la instal·lació de la Central Hidroelèctrica.

## Gastronomia
Com a poble de muntanya, Cortes disposa d'una gastronomia de fort valor energètic. Són productes típics els embotits, les tajás de la orza (tallades de llomello de porc), ajoarriero, coques de sardina i pernil, gaspatxos, mojete (mullador), olla de poble, arròs amb herbes, etc.

## Festes
Les festes patronals són del 14 al 16 d'agost, dedicades a la Nostra Senyora dels Àngels.

## Personatges destacats
Dels seus fills mereix esment en Pasqual Frígola i Ahís, baró de Cortes (1822-1893), personatge que destacà tant al País Valencià com a l'estat tant a la vida política com la social.